# 192P/Shoemaker-Levy
La cometa Shoemaker-Levy 1, formalmente 192P/Shoemaker-Levy, è una cometa periodica della famiglia delle comete gioviane.
È una delle nove comete scoperte dal trio Carolyn Jean Spellmann Shoemaker, Eugene Shoemaker e David Levy, la più famosa delle quali è stata la D/1993 F2 (Shoemaker-Levy 9), schiantatasi nel 1994 sul pianeta Giove.